# SFR
SFR (acrónimo de Société française du radiotelephone) es un operador de telecomunicaciones francés, una filial que agrupa las actividades de telecomunicaciones de Altice France.
La empresa fue creada por la Compagnie Générale des Eaux en 1987. Propiedad exclusiva de Vivendi desde 2011, Altice la compró en 2014 para formar el grupo Numericable-SFR. En 2016, nació SFR Group, un grupo de telecomunicaciones, medios y publicidad. La marca Numericable solo es utilizada por el grupo por su ramo de canales de televisión.
SFR era, a finales de 2017, el segundo operador francés en cuota de mercado detrás de Orange; la compañía tenía 14.378 millones de clientes móviles, 5.943 millones de hogares suscritos a telefonía fija, incluidos 2.231 millones de hogares suscritos a muy alta velocidad, más de 250 operadores de clientes y 150,000 empresas y administraciones públicas.
En mayo de 2017, el grupo Altice anunció que tenía la intención de consolidar la mayoría de sus actividades bajo su nombre. Como parte de esta fusión, SFR pasará a llamarse Altice. Por lo tanto, el 11 de octubre de 2017, la red móvil SFR tomó el nombre de "SFR Altice", con el fin de acostumbrar a los clientes al nombre planeado para ser adoptado por SFR: Altice. La idea finalmente fue abandonada en marzo de 2018 después de los reveses de SFR (disminución de la acción y resultados financieros) en 2017. Altice desea mantener una marca con una reputación muy fuerte para mejorar sus resultados para meses y años por venir.